# Miss Tanzanie

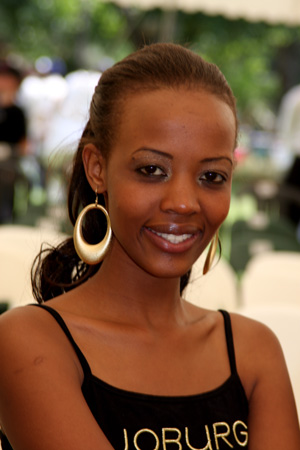
Nasreem Ndiye, Miss Tanzanie 2008.

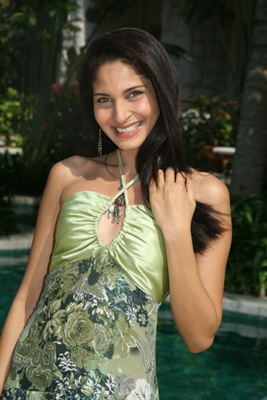
Richa Maria Adhia, Miss Tanzanie 2007.

Miss Tanzanie est un concours de beauté féminine, destiné aux jeunes femmes habitantes et de nationalité tanzanienne.
La sélection permet de représenter le pays au concours de Miss Monde.

## Miss Tanzanie
| Année     | Nom                                         | Classement à Miss Monde                                       |
| --------- | ------------------------------------------- | ------------------------------------------------------------- |
| 1968      | Theresa Shayo                               | -                                                             |
| 1969-1993 | Non décerné                                 | -                                                             |
| 1994      | Aina Maeda                                  | -                                                             |
| 1995      | Emily Adolf                                 | -                                                             |
| 1996      | Shose Sinare                                | -                                                             |
| 1997      | Saida Kessy                                 | -                                                             |
| 1998      | Basila Mwanakuzi                            | -                                                             |
| 1999      | Hoyce Temu                                  | -                                                             |
| 2000      | Jacqueline Ntuyabaliwe (en)                 | -                                                             |
| 2001      | Happiness Magese                            | -                                                             |
| 2002      | Angela Damas                                | -                                                             |
| 2003      | Sylvia Bahame                               | -                                                             |
| 2004      | Faraja Kotta                                | -                                                             |
| 2005      | Nancy Sumari (en)                           | Top 6 Finaliste et Miss World Africa (en)                     |
| 2006      | Wema Sepetu (en)                            | -                                                             |
| 2007      | Richa Adhia (en)                            | -                                                             |
| 2008      | Nasreen Karim                               | -                                                             |
| 2009      | Miriam Gerald                               | -                                                             |
| 2010      | Genevieve Emmanuel                          | -                                                             |
| 2011      | Salha Israel                                | Top 30 Finaliste                                              |
| 2012      | Lisa Jensen                                 | Top 56, quart-de-finaliste Prix Multimedia - Top 10 Finaliste |
| 2013      | Brigitte Alfred Lyimo                       |                                                               |
| 2014      | Happiness Watimanywa                        |                                                               |
| 2015      | Lilian Kamazima                             |                                                               |
| 2016      | Diana Edward Lukumai                        |                                                               |
| 2017      | Julitha Kabete                              |                                                               |
| 2018      | Queen Elizabeth Makune                      |                                                               |
| 2019      | Sylvia Sebastian                            |                                                               |
| 2020      | Annulé en raison de la pandémie de Covid-19 |                                                               |
| 2021      | Annulé en raison de la pandémie de Covid-19 |                                                               |
| 2022      | Juliana Rugumisa                            |                                                               |
| 2023      | Halima Kopwe                                |                                                               |
| 2024      | Tracy Nabukeera                             |                                                               |

## Autres Miss

### Miss Univers Tanzanie
| Année       | Nom                   | Région        | Classement à Miss Univers              |
| ----------- | --------------------- | ------------- | -------------------------------------- |
| 2007        | Flaviana Matata       | Dar es Salaam | Top 10 - 6e Place                      |
| 2008        | Amanda Ole Sululu     | Arusha        | -                                      |
| 2009        | Illuminata James Wize | Mwanza        | -                                      |
| 2010        | Nuya Hellen Dausen    | Arusha        | -                                      |
| 2011        | Nelly Kamwelu         | Dar es Salaam | Meilleur costume national - 7ème place |
| 2012        | Winfrida Dominic      | Dar es Salaam | -                                      |
| 2013        | Betty Omara           | Dar es Salaam | -                                      |
| 2014        | Nale Boniface         | Dar es Salaam | Remplace la gagnante Carolyne Bernard  |
| 2015        | Lorraine Marriott     | Dar es Salaam | -                                      |
| 2016        | Jihan Dimachk         | Dodoma        | -                                      |
| 2017        | Lilian Maraule        | Dar es Salaam |                                        |
| 2018        | Non décerné           | Non décerné   |                                        |
| 2019        | Shubila Stanton       | Dar es Salaam |                                        |
| 2020 à 2023 | Non décerné           | Non décerné   | -                                      |

### Miss Terre Tanzanie

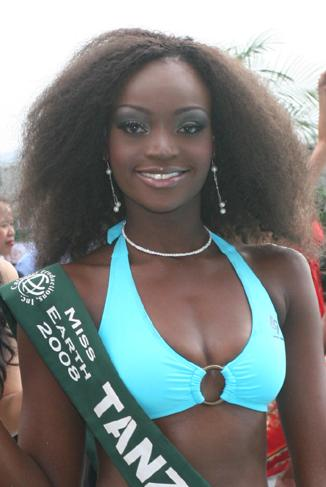
Miriam Odemba, Miss Terre Tanzanie 2008.

| Année | Nom                                  | Classement                    |
| ----- | ------------------------------------ | ----------------------------- |
| 2007  | Angel Kileo (remplace Kelly Kampton) | -                             |
| 2008  | Miriam Odemba                        | Miss Earth Air - 1re Dauphine |
| 2009  | Evelyne Almasi                       | Meilleur costume national     |
| 2010  | Rose Shayo                           | -                             |
| 2011  | Nelly Kamwelu                        | -                             |
| 2012  | Bahati Chando                        |                               |

## Miss International Tanzanie
| Année | Nom                   | Classement |
| ----- | --------------------- | ---------- |
| 2007  | Jamilla Munisi        | -          |
| 2008  | Jamillah Nyangasa     | -          |
| 2009  | Illuminata James Wize | -          |
| 2010  | No representative     | Withdrew   |
| 2011  | Nelly Kamwelu         | -          |

## Miss Tourism Queen International Tanzanie
| Année | Nom           | Classement  |
| ----- | ------------- | ----------- |
| 2011  | Nelly Kamwelu | 4e dauphine |
| 2012  | Dorice Mollel |             |

## Miss Supranational Tanzanie
| Année | Nom              | Classement |
| ----- | ---------------- | ---------- |
| 2012  | Winfrida Dominic | Abandon    |